# 522 Helga
522 Helga

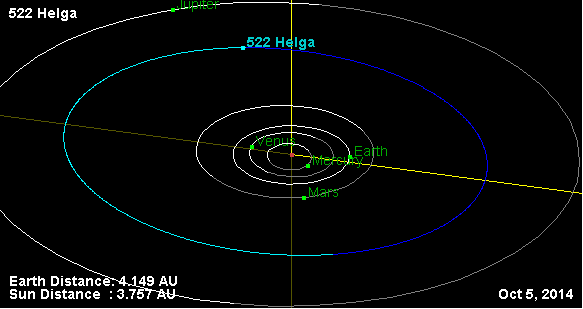
Quỹ đạo của 522 Helga và vị trí của 522 Helga và ngày 5/10/2014

522 Helga là một tiểu hành tinh ở vành đai chính. Nó được Max Wolf phát hiện ngày 10.01.1904 ở Heidelberg. Không biết rõ nguồn gốc tên của nó, chỉ biết nó được Lt. Th. Lassen - người tính toán quỹ đạo của nó - đặt tên.
Nó đáng chú ý vì là thiên thể thứ nhất tỏ ra ổn định trong một quỹ đạo hỗn độn trong cộng hưởng quỹ đạo với Sao Mộc, số mũ Lyapunov của nó tương đối ngắn, ở mức 6.900 yr. Dù vậy, quỹ đạo của nó tỏ ra ổn định, như độ lệch tâm và các tỷ lệ tiến động (precession) như thể tránh các chạm sát với Sao Mộc